# 瀬田奏恵
瀬田 奏恵（せた かなえ、1994年4月6日 - ）は、日本のAV女優。エルプロモーション所属。

## 略歴・人物
神奈川県出身。2016年2月にデビューした巨乳のAV女優。
趣味・特技は料理、ストレッチ、お菓子作り。

## 出演作品

### アダルトDVD
2016年
- 某プロダクションマネージャーAVデビュー 撮影日当日、新人女優が突然キャンセル!仕方ないので、現場に来たエロそうな巨乳マネージャーをなし崩しに説得しAVデビューさせることに成功!!（2月16日、マキシング）
- 服従志願（3月16日、マキシング）
- 媚薬混入ウォーターサーバーで知らぬ間に発情し手当たり次第男に生中出しを求める美人淫乱OL（4月1日、DOC）他出演:星井笑、後藤早希
- 抜群にエッチなGカップボディの欲情OLは、絶対人に言えないような、濃厚でイヤらしいお籠りSEXに堕ちる…。（4月13日、オーロラプロジェクト・アネックス）
- マジックミラー便 都内有数の名門大学に通う高学歴女子大生生まれて初めての素股編 vol.04 現役インテリ女子大生20人10本番! 超拡大スペシャル!! 2枚組8時間!! ギンギンに勃起したデカチンを素人娘が赤面まんコキ! 恥ずかしさと気持ちよさで濡れ出したオマ○コにヌルッと挿入!（4月21日、ディープス）他出演:河音くるみ、戸田エミリ、椎名そら、埴生みこ ほか
- 泣き虫ドM巨乳お嬢様の羞恥性開発ドキュメント（4月22日、クリスタル映像）
- 姪と叔母さんが凄い身体すぎるから子作り（5月1日、ZUKKON/BAKKON）共演:篠田あゆみ、美月優芽、吉川あいみ
- どM揉み（5月6日、アウダースジャパン）
- 自宅で夫が見てない隙に痙攣するほど中出しセックス（5月6日、光夜蝶）
- 目の前に止まった車の助手席にいる、すまし顔した女の胸があまりにも大きくて… 7（5月10日、DOC）他出演:坂下里美、若葉りせ
- 乳首でイケるほどチクビが敏感な私だからこそチクニーするほど乳首イジられ好きなM男をゆっくりじっくり愉しませてあげられる（6月3日、アウダースジャパン）
- 俺の変態オナニーを見た姉が、ドン引きすると思いきや、想像を超えるほど変態なプレイで俺をヒイヒイ言わせてきた姉は、本当にすごい。（6月3日、NON）他出演:稲村ひかり、八ッ橋さい子、木南日菜、翼みさき、西内るな
- 私、脅迫されてます。（6月3日、光夜蝶）
- 若い夫には出来ないオレたち中高年のシツコイ責めに狂わされたネトラレ妻（6月13日、HERO）
- お色気P●A会長と悪ガキ生徒会（6月16日、グローリークエスト）
- 秘通姦 夫には秘密のえげつない中出し乱交（7月1日、NON）他出演:斉藤みゆ
- 体調を崩した母を介抱しないとイケないハズなのに母の顔が、とてもエロく見えて勃起してしまった僕に気づいた母は、優しい笑顔でやってはイケない介抱の仕方で俺を射精させた件（7月1日、NON）他出演:西内るな、斉藤みゆ、七原あかり、八ッ橋さい子、桐島美奈子
- 一般男女モニタリングAV マジックミラーの向こうには愛する旦那(=むすこ)! ずっとヤリたいと思っていたむすこの嫁と義父が過激ミッションに挑戦! 「息子がダメなら俺が…!」 妊娠活動中で色気が増した嫁の巨乳に触れて勃起したまだまだ元気なギンギン義父チ○ポは禁断の横取り中出しSEXしてしまうのか!? 2（7月21日、ディープス）他出演:星井笑、日比乃さとみ、相澤ゆりな
- ナマ姦不倫　19（8月5日、光夜蝶）他出演:八ツ橋さい子
- サウナレディのお仕事 10周年記念作品 “各部門第1位”の極上サウナレディによるプレミアムサービス 豪華総集編付き2枚組380分スペシャル（8月6日、SODクリエイト）他出演:雨音わかな、松下美織、佐野あおい
- 自宅不倫寝取られ酒酔い素人巨乳若妻 3 夫の帰宅前に男を家に連れ込んでするバスト90cm超え美人妻の濃厚セックス（8月12日、S級素人）他出演:八ツ橋さい子、相澤ゆりな
- 素人女性限定アクメ集!! おま●こパックリ自撮りオナニー完全版 4時間15名収録!!（8月12日、S級素人）他出演:美咲かんな、相澤ゆりな、土屋あさみ、長沢真美、唯川千尋、望月さくら、松下美織、西内るな、みづなれい、二階堂ゆり、かなで自由、斉藤みゆ、芹那ゆい、八ッ橋さい子
- 家族旅行中に可愛い弟のことが大好きなお姉さんは家族露天風呂で「禁断の童貞筆下ろし」をすることができるのか!?（8月18日、SODクリエイト）他出演:紗藤まゆ、大場ゆい
- りょうじょくに屈した… 巨乳妻（8月25日、ながえスタイル）
- 「ナマで入っちゃった!」 美人デリ嬢のオイル素股でチ○ポをマ○コに擦り付けてたら思わずフル勃起からの生挿入!本番禁止のはずがナマ中出しまで許しちゃったドスケベ美人デリ嬢（9月15日、グローリークエスト）他出演:佐々木あき、愛原さえ、水元恵梨香、二階堂ゆり
- 素人人妻をナンパして自宅でライブチャット生配信してもらいました!!（9月23日、S級素人）他出演:望月さくら
- 一般男女モニタリングAV 街で声をかけた働き盛りの巨乳人妻OLとデカチンすぎて断られ続けて未だに童貞の男子大学生が密室で人生初の筆おろしミッションに挑戦! 3 旦那よりも大きい若者デカち○ぽを奥まで挿入された欲求不満妻は身体がのけぞるほど連続本気イキ! 合計33回!!（11月1日、ディープス）他出演:二階堂ゆり、羽生ありさ、神山なな
- 街でナンパした酔っぱらい巨乳と2次会開催!! 終電も無くなっちゃったし盛り上がった勢いでハイテンション中出し!?（11月10日、ホットエンターテイメント）
- 「お願いだから1回だけ…」 高齢なのに旦那よりバキバキに反り返る勃起チ○ポの義父を見て子宮が疼くセックスレス妻! 本気汁垂れ流しで絶対秘密の逆夜這い! 2（11月11日、V&R PRODUCE）他出演:彩奈リナ、月本愛、波木真由
- ガチナンパ! 素人さんにお願いしまくって生パン見せてもらった後に素股までさせてもらっちゃいました。 PART.32（11月15日、ピーターズ）他出演:涼海みさ、仲村えれな、八ッ橋さい子、緒方ルナ ほか
- この奥さんの詳細わかりますか? 港区在住、大手製薬会社役員秘書の美人セレブ妻と渋谷区在住で上品な雰囲気のGカップ巨乳新婚妻がまさかの発情! なぜ“超絶感度になり白目で絶叫”するハメになったのか？ その一部始終。（11月25日、ビッグモーカル）他出演:小嶋えみり
- お金の為だと割り切って友達だけどSEXして下さい!! 8（11月25日、DOC）他出演:峰エリ、柚木彩花、あかね杏珠、長沢真美、水澤りこ、桜咲姫莉
- まるごと瀬田奏恵4時間（12月2日、アウダースジャパン）※総集編
- 本気（マジ）口説き 人妻編 32 ナンパ▸連れ込み▸SEX盗撮▸無断で投稿（12月2日、MAGIC）他1名出演